# Ayuno de Natividad

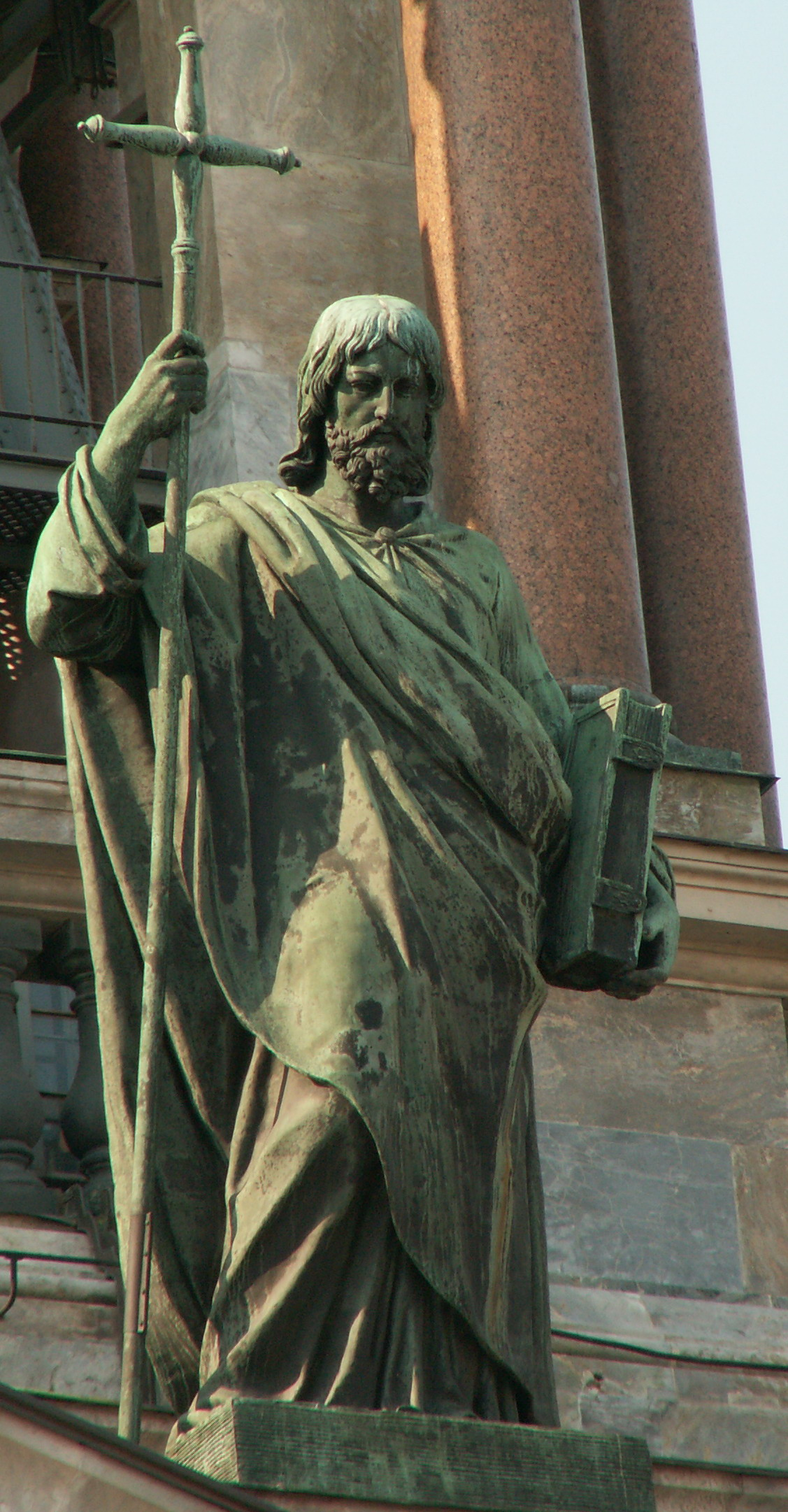
Estatua del apóstol Felipe en la catedral de San Isaac. San Petersburgo, Rusia

El Ayuno de Natividad es un período de abstinencia y penitencia practicado por las Iglesias ortodoxa, ortodoxas orientales y católicas orientales, en preparación para la Natividad de Jesús (25 de diciembre). La correspondiente temporada occidental de preparación para la Navidad, que también se ha llamado Ayuno de Natividad o Cuaresma de San Martín, ha tomado el nombre de Adviento. El ayuno oriental dura 40 días en lugar de cuatro (rito romano) o seis semanas (rito ambrosiano) y se enfoca temáticamente en la proclamación y glorificación de la Encarnación de Dios, mientras que el Adviento occidental se enfoca en las dos venidas (o advenimientos) de Jesucristo: su nacimiento y su segunda venida o parusía.
El Ayuno Bizantino se observa desde el 15 de noviembre hasta el 24 de diciembre, inclusive. Estas fechas se aplican a aquellas Iglesias ortodoxas que utilizan el calendario juliano revisado, que actualmente coincide con el calendario gregoriano. Para aquellas Iglesias ortodoxas orientales que aun siguen el calendario juliano (Iglesia ortodoxa griega de Jerusalén, Iglesia ortodoxa rusa, Iglesia ortodoxa serbia, Iglesia ortodoxa polaca, Iglesia ortodoxa georgiana, Iglesia ortodoxa ucraniana, Iglesia ortodoxa macedonia y Monte Athos), la Cuaresma de Invierno no comienza hasta el 28 de noviembre (calendario gregoriano), que coincide con el 15 de noviembre en el calendario juliano. La Antigua Iglesia del Oriente ayuna desde el 1 de diciembre hasta el 25 de diciembre (calendario gregoriano).
A veces, el ayuno se llama Ayuno de Felipe (o Ayuno Filipino), ya que tradicionalmente comienza el día siguiente a la fiesta de San Felipe Apóstol (14 de noviembre). Algunas iglesias, como la Iglesia Católica Griega Melquita, abreviaron el ayuno para comenzar el 10 de diciembre, después de la Fiesta de la Concepción de Santa Ana de Theotokos.
- Datos: Q1682536